# Essex Fells
Essex Fells és una població dels Estats Units a l'estat de Nova Jersey. Segons el cens del 2008 tenia 2.107 habitants.

## Demografia
Segons el cens del 2000, Essex Fells tenia 2.162 habitants, 737 habitatges, i 605 famílies. La densitat de població era de 592 habitants/km².
Dels 737 habitatges en un 40% hi vivien nens de menys de 18 anys, en un 75,3% hi vivien parelles casades, en un 5,3% dones solteres, i en un 17,9% no eren unitats familiars. En el 15,1% dels habitatges hi vivien persones soles el 8,4% de les quals corresponia a persones de 65 anys o més que vivien soles. El nombre mitjà de persones vivint en cada habitatge era de 2,93 i el nombre mitjà de persones que vivien en cada família era de 3,28.
Per edats la població es repartia de la següent manera: un 29,7% tenia menys de 18 anys, un 3,6% entre 18 i 24, un 24,5% entre 25 i 44, un 27,5% de 45 a 60 i un 14,7% 65 anys o més.
L'edat mediana era de 40 anys. Per cada 100 dones de 18 o més anys hi havia 94,6 homes.
La renda mediana per habitatge era de 148.173 $ i la renda mediana per família de 175.000 $. Els homes tenien una renda mediana de 100.000 $ mentre que les dones 52.266 $. La renda per capita de la població era de 77.434 $. Aproximadament el 0,3% de les famílies i l'1,1% de la població estaven per davall del llindar de pobresa.

## Poblacions properes
El següent diagrama mostra les poblacions més properes.